# Бой у островов Санта-Крус
Бой у островов Санта-Крус (англ. Battle of the Santa Cruz Islands) — морское сражение между японской и американскими эскадрами, состоявшееся 26 октября 1942 года у островов Санта-Крус (Соломоновы Острова). В японских источниках известно как Южнотихоокеанский бой (яп. 南太平洋海戦 Минамитайхэйё: кайсэн). Это четвёртое сражение авианосцев в Битве за Тихий океан во время Второй мировой войны и четвёртый основной морской бой между ВМС США и Императорским флотом Японии во время длительной и стратегически важной Битвы за Гуадалканал. Как и в сражениях в Коралловом море, за Мидуэй и во Втором бою у Соломоновых островов, корабли противников находились вне прямой видимости. Практически все атаки с обеих сторон велись с помощью палубной и базовой авиации.
В наземном наступлении на Гуадалканал, известном как Битва за Хендерсон-Филд, японцы потерпели неудачу. Тем не менее, корабли и самолёты противников встретились в битве к северу от островов Санта-Крус утром 26 октября 1942 года. После обмена ударами палубной авиации корабли союзников были вынуждены покинуть район боевых действий. Один из двух авианосцев был потоплен, а другой сильно повреждён. Поле битвы осталось за японским ВМФ, который поплатился за победу серьёзными повреждениями двух из четырёх авианосцев и крупными невосполнимыми потерями в палубной авиации и экипажах самолётов. Несмотря на явную тактическую победу, японские армия и флот не смогли выполнить свою основную задачу по захвату Гуадалканала, окончательно утратили стратегическую инициативу и перешли к обороне. Эта победа стала последней для авианосцев императорского военно-морского флота во Второй мировой войне.

## Предыстория
7 августа 1942 года силы союзников (в основном США) в рамках операции «Уотчтауэр» высадились на Соломоновых островах. Были заняты острова Гуадалканал, Тулаги и Флорида. Основной целью этих действий было не допустить организации на островах японских военных баз, препятствующих коммуникации между США и Австралией. Операция оказала поддержку войскам союзников в Гвинейской кампании, а острова в дальнейшем должны были послужить отправной точкой в блокаде основной японской базы в Рабауле. Высадка союзников на Соломоновых островах стала началом шестимесячной битвы за Гуадалканал. Японцы высадили свой десант, попытавшись выбить американцев с Соломоновых островов.
Союзники в начале кампании располагали четырьмя авианосцами: «Энтерпрайз», «Уосп», «Саратога» и «Хорнет». Каждый из них выступал ядром ударной тактической группы (англ. Task Force). Кроме авианосца в группу входили корабли охранения: линкоры, крейсера и эсминцы.
После битвы у восточных Соломоновых островов серьёзно повреждённый авианосец «Энтерпрайз» был отправлен на месячный ремонт в Пёрл-Харбор, на Гавайях. Три авианосных группы оставались в южной части Тихого океана между Соломоновыми островами и Новыми Гебридами. На этой позиции авианосцы охраняли коммуникации между основными базами союзников и Новой Каледонией и Эспириту-Санту, оказывали поддержку сухопутным силам союзников на Гуадалканале и Тулаги против японских контрударов, прикрывали движение транспортных судов на Гуадалканал, занимались поиском и уничтожением любых японских военных кораблей (особенно авианосцев), которые оказывались в пределах действия палубной авиации.

### Изменения в соотношении сил
Район океана, в котором действовали тактические авианосные группы ВМФ США, носил название «Торпедный перекрёсток» (англ. Torpedo Junction) благодаря высокой концентрации там японских подводных лодок. 31 августа «Саратога» был торпедирован японской подводной лодкой «I-26» и выбыл из строя на три месяца. 15 сентября во время охранения конвоя на Гуадалканал в «Уосп» попало три из шести торпед, выпущенных японской подводной лодкой «I-19» (капитан 2 ранга Кинаси). Но это было лишь начало. Три оставшихся торпеды за восемь минут прошли не менее пяти миль и достигли группы «Хорнета». Одна из них поразила линкор Северная Каролина (BB-55). Корабль получил пробоину размером в три квадратных метра, из-за чего вскоре был вынужден уйти на ремонт в Перл-Харбор. Ещё через две минуты торпеда поразила эсминец «О’Брайен». С оторванным носом эсминец ушёл на Эспириту-Санту. При переходе с Самоа в США он разломился пополам и затонул. По всей видимости, это был один из самых удачных торпедных залпов подводной лодки в истории.
Во время атаки «I-19» авианосец «Уосп» готовился к заправке самолётов, и бортовые магистрали на нём были заполнены авиационным бензином. Это обстоятельство сыграло роковую роль. Бортовая система электроснабжения была повреждена во время торпедной атаки, и аварийные партии «Уоспа» оказались не в состоянии эффективно бороться с возникшими крупными пожарами. Поблизости также находились японские авианосцы «Сёкаку» и «Дзуйкаку», готовые в любой момент нанести удар. Команда покинула «Уосп», и он был потоплен торпедами эсминца «Лэнсдаун».
Несмотря на то, что теперь у ВМС США в южной части Тихого океана оставалась только одна оперативная группа (во главе с авианосцем «Хорнет»), союзники захватили господство в воздухе над южными Соломоновыми островами за счёт самолётов, базирующихся на аэродроме Хендерсон-Филд на острове Гуадалканал. Однако в ночное время, когда самолёты не могли действовать эффективно, японцы могли использовать свои корабли вокруг Гуадалканала практически беспрепятственно. Таким образом, в битве за Гуадалканал возникла патовая ситуация. В течение дня под прикрытием авиации союзники вели снабжение и доставку подкрепления на Гуадалканал. А ночью японские военные корабли снабжали свои войска на островах и перебрасывали им подкрепление. Эти ночные конвои у союзников получили прозвище «Токийский экспресс». К середине октября 1942 года на Гуадалканале противники имели примерно равное количество войск. Столь же неопределённым выглядело и положение на море. В ночь с 11 на 12 октября корабли ВМС США перехватили соединение японцев, направлявшееся на бомбардировку Хендерсон-Филда. Во время ночного сражения у мыса Эсперанс японцы потеряли крейсер и эсминец. Однако уже два дня спустя японские силы, включавшие линкор «Харуна» и «Конго», провели успешную бомбардировку Хендерсон-Филда, уничтожив большинство самолётов и нанеся тяжёлые повреждения объектам вокруг ВПП. На устранение этих повреждений и восполнение потерь авиации союзникам потребовалось несколько недель.

### Стратегические ходы
В попытке выйти из этого тупика ВМС США сделали два хода. Во-первых, ускорили ремонт «Энтерпрайз», чтобы он смог вернуться на театр военных действий как можно скорее. 10 октября «Энтерпрайз» получил свою новую авиационную группу, 16 октября покинул Перл-Харбор и 23 октября прибыл в южную часть Тихого океана. Он присоединился к «Хорнету» 24 октября в 273 милях (505 км) к северо-востоку от Эспириту-Санту.
Во-вторых, 18 октября, адмирал Честер Нимиц, главнокомандующий тихоокеанскими силами союзников, заменил вице-адмирала Роберта Л. Громли на вице-адмирала Уильяма Хэлси-младшего на посту командующего в южной части Тихого океана. В его подчинении находились и войска, участвующие в кампании на Соломоновых островах. Нимиц почувствовал, что Громли стал слишком осторожен и пессимистично настроен, чтобы эффективно командовать силами союзников в борьбе за Гуадалканал. Хэлси уважали на флоте за бойцовские качества и дали прозвище «буйвол». Немедленно по вступлении в должность, Хэлси занялся планами по навязыванию сражения японскому флоту. «Пришлось почти сразу наносить удары», — писал он Нимицу.

### Борьба за Соломоновы острова
Японский флот был разделён адмиралом Исороку Ямамото на 2 соединения. В составе Авангардного соединения вице-адмирала Нобутакэ Кондо, командующего 2-м флотом, было три авианосца: «Рюдзё», «Хиё» и «Дзюнъё», 2 линкора, 5 тяжёлых, 1 лёгкий крейсер и 12 эсминцев. Авианосное соединение вице-адмирала Тюити Нагумо, командующего 3-м флотом, состояло также из трёх авианосцев: «Сёкаку», «Дзуйкаку» и «Дзуйхо», 2 линкоров, 4 тяжёлых и 1 лёгкого крейсеров и 16 эсминцев.
Оба соединения находились в открытом океане восточнее Соломоновых островов. Соединение Кондо взаимодействовало с силами армии на Гуадалканале, а корабли Нагумо патрулировали восточнее соединения Кондо, чтобы перехватить возможную атаку вражеских авианосцев. Во время Второго боя у Соломоновых островов 23 августа 1942 года авианосец «Рюдзё» пошёл на дно. «Хиё» после аварии машин отправился 22 октября на ремонт на Трук. Таким образом, в соединении Кондо остался только 1 авианосец — «Дзюнъё».
В начале октября японские авианосцы нанесли ряд авиаударов по Хендерсон-Филду. В целях поддержки намеченного на 20-25 октября наступления японские корабли выдвинулись в район Соломоновых островов. После 16 октября японцы не могли обнаружить американские авианосцы. Наступило «затишье перед бурей». А через неделю японцы отметили активизацию воздушной разведки. Огромный радиус американских базовых разведчиков позволял отслеживать все передвижения японских кораблей. 23 октября разведка японцев доложила об усилении авианосных групп противника (прибытие «Энтерпрайза» из Перл-Харбора не осталось незамеченным). А 24 октября была перехвачена американская радиограмма, в которой говорилось: «В ближайшее время ожидается большая морская и воздушная битва в районе Соломоновых островов».
27 октября американцы праздновали День флота. Японцы полагали, что к этой дате противник и приурочит свой удар.

## Боевой состав

### Япония
Силы японцев в составе двух соединений под общим командованием адмирала Кондо состояли из 43 боевых кораблей (4 авианосца, 4 линейных крейсера, 8 тяжёлых крейсеров, 2 лёгких крейсера и 25 эсминцев) и 203 самолёта.
|                                                        | «Атаго» (флагман авангардного соединения)                                | капитан 1-го ранга Мацудзи Идзюин (伊集院 松治) | тяжёлый крейсер                          | тип «Такао»                                        |  |  |
| «Такао» (яп. 高雄)                                     | капитан 1-го ранга Бундзи Асакура (朝倉 豊次)                            | тяжёлый крейсер                                 | тип «Такао»                              |                                                    |  |  |
| 5-я дивизия крейсеров                                  | 5-я дивизия крейсеров                                                    | контр-адмирал Сэнтаро Омори (яп. 大森仙太郎)    |                                          |                                                    |  |  |
|                                                        | «Мёко» (яп. 妙高) (альтернативная транскрипция: «Миоко») флагман дивизии | капитан 1-го ранга Тэрухико Миёси (三好輝彦)    | тяжёлый крейсер                          | тип «Мёко»                                         |  |  |
| «Мая» (яп. 摩耶) (альтернативная транскрипция: «Майя») | капитан 1-го ранга Такэдзи Мацумото (松本 毅)                            | тяжёлый крейсер                                 | тип «Такао»                              |                                                    |  |  |
| 2-й дивизион эсминцев                                  | 2-й дивизион эсминцев                                                    | контр-адмирал Райдзо Танака                     |                                          |                                                    |  |  |
|                                                        | «Исудзу» (яп. 五十鈴) (флагман дивизиона)                                | капитан 1-го ранга Коити Ура (浦 孝一)          | лёгкий крейсер                           | тип «Нагара»                                       |  |  |
| «Макинами»                                             | капитан 2-го ранга Тоёхару Хитоми (人見 豊治)                            | эсминец                                         | тип «Югумо»                              |                                                    |  |  |
| «Кавакадзэ»                                            | капитан 3-го ранга Кадзуо Вакабаяси (若林 一雄)                          | эсминец                                         | тип «Сирацую»                            |                                                    |  |  |
| «Судзукадзэ»                                           | капитан 3-го ранга Кадзуо Сибаяма (柴山 一雄)                            | эсминец                                         | тип «Сирацую»                            |                                                    |  |  |
| «Наганами»                                             | капитан 2-го ранга Цутаэ Кумабэ (隈部 伝)                                | эсминец                                         | тип «Югумо»                              |                                                    |  |  |
| «Умикадзэ»                                             | капитан 3-го ранга Нагахидэ Сугитани (杉谷 永秀)                         | эсминец                                         | тип «Сирацую»                            |                                                    |  |  |
| «Таканами»                                             | капитан 2-го ранга Масами Огура (小倉 正身)                              | эсминец                                         | тип «Югумо»                              |                                                    |  |  |
| Авианосная группа                                      | Авианосная группа                                                        | Авианосная группа                               | контр-адмирал Какудзи Какута             |                                                    |  |  |
|                                                        | 2-я дивизия авианосцев                                                   |                                                 |                                          |                                                    |  |  |
|                                                        | «Дзюнъё» (флагман дивизии)                                               | капитан 1-го ранга Тамэцугу Окада (岡田 為次)   | авианосец                                | тип «Дзюнъё»                                       |  |  |
| «Куросио»                                              | капитан 2-го ранга Тамаки Угаки (宇垣 環)                                | эсминец                                         | тип «Кагэро»                             |                                                    |  |  |
| «Хаясио»                                               | капитан 2-го ранга Киёси Канэда (金田 清之)                              | эсминец                                         | тип «Кагэро»                             |                                                    |  |  |
| Силы поддержки                                         | Силы поддержки                                                           | Силы поддержки                                  | вице-адмирал Такэо Курита                |                                                    |  |  |
|                                                        | 3-я дивизия линейных крейсеров                                           |                                                 |                                          |                                                    |  |  |
|                                                        | «Конго» (флагман дивизии)                                                | капитан 1-го ранга Томидзи Коянаги (小柳 富次)  | линейный крейсер                         | тип «Конго»                                        |  |  |
| «Харуна»                                               | капитан 1-го ранга Такаюки Исии (石井 敬之)                              | линейный крейсер                                | тип «Конго»                              |                                                    |  |  |
| «Оясио»                                                | капитан 2-го ранга Токиёси Арима (有馬 時吉)                             | эсминец                                         | тип «Кагэро»                             |                                                    |  |  |
| «Кагэро»                                               | капитан 2-го ранга Тэрумити Аримото (有本 輝美智)                        | эсминец                                         | тип «Кагэро»                             |                                                    |  |  |
| Авианосное соединение                                  | Авианосное соединение                                                    | Авианосное соединение                           | Авианосное соединение                    | вице-адмирал Тюити Нагумо (командующий 3-м флотом) |  |  |
|                                                        | Авианосная группа                                                        |                                                 |                                          |                                                    |  |  |
|                                                        | 1-я дивизия авианосцев                                                   |                                                 |                                          |                                                    |  |  |
|                                                        | «Сёкаку» (флагман авианосного соединения)                                | капитан 1-го ранга Масафуми Арима (有馬 正文)   | авианосец                                | тип «Сёкаку»                                       |  |  |
| «Дзуйкаку»                                             | капитан 1-го ранга Тамэки Номото (野元 為輝)                             | авианосец                                       | тип «Сёкаку»                             |                                                    |  |  |
| «Дзуйхо»                                               | капитан 1-го ранга Суэо Обаяси (大林末雄)                                | авианосец                                       | тип «Дзуйхо»                             |                                                    |  |  |
| Силы прикрытия                                         |                                                                          |                                                 |                                          |                                                    |  |  |
|                                                        | «Кумано» (яп. 熊野) (флагман прикрытия)                                  | капитан 1-го ранга Кикумацу Танака (田中 菊松)  | тяжёлый крейсер                          | тип «Могами»                                       |  |  |
| «Хацукадзэ»                                            | капитан 2-го ранга Камэсиро Такахаси (高橋 亀四郎)                       | эсминец                                         | тип «Кагэро»                             |                                                    |  |  |
| «Юкикадзэ»                                             | капитан 2-го ранга Рёкити Камма (菅間 良吉)                              | эсминец                                         | тип «Кагэро»                             |                                                    |  |  |
| «Майкадзэ»                                             | капитан 2-го ранга Сэйдзи Накасуги (中杉 清治)                           | эсминец                                         | тип «Кагэро»                             |                                                    |  |  |
| «Хамакадзэ»                                            | капитан 3-го ранга Хироси Уваи (上井 宏)                                 | эсминец                                         | тип «Кагэро»                             |                                                    |  |  |
| «Амацукадзэ»                                           | капитан 2-го ранга Тамэити Хара (原 為一)                                | эсминец                                         | тип «Кагэро»                             |                                                    |  |  |
| «Токицукадзэ»                                          | капитан 2-го ранга Масаёси Мотокура (本倉 正義)                          | эсминец                                         | тип «Кагэро»                             |                                                    |  |  |
| «Араси»                                                | капитан 2-го ранга Ясумаса Ватанабэ (渡辺 保正)                          | эсминец                                         | тип «Кагэро»                             |                                                    |  |  |
| «Тэрудзуки»                                            | капитан 2-го ранга Цунэо Орита (折田 常雄)                               | эсминец                                         | тип «Акицуки»                            |                                                    |  |  |
| Передовой отряд                                        | Передовой отряд                                                          | Передовой отряд                                 | контр-адмирал Хироаки Абэ (яп. 阿部弘毅) |                                                    |  |  |
|                                                        | 11-я дивизия линейных крейсеров                                          |                                                 |                                          |                                                    |  |  |
|                                                        | «Хиэй» (флагман передового отряда)                                       | капитан 1-го ранга Масао Нисида (西田 正雄)     | линейный крейсер                         | тип «Конго»                                        |  |  |
| «Кирисима»                                             | капитан 1-го ранга Дзихэй Ямагути (山口 次平)                            | линейный крейсер                                | тип «Конго»                              |                                                    |  |  |
| 8-я дивизия крейсеров                                  |                                                                          |                                                 |                                          |                                                    |  |  |
|                                                        | «Тонэ» (яп. 利根) (флагман дивизии)                                      | капитан 1-го ранга Юдзи Кобэ (兄部 勇治)        | тяжёлый крейсер                          | тип «Тонэ»                                         |  |  |
| «Тикума» (яп. 筑摩)                                    | капитан 1-го ранга Кэйдзо Комура (яп. 古村 啓蔵)                         | тяжёлый крейсер                                 | тип «Тонэ»                               |                                                    |  |  |
| 7-я дивизия крейсеров                                  |                                                                          |                                                 |                                          |                                                    |  |  |
|                                                        | «Судзуя»                                                                 | капитан 1-го ранга Масатоми Кимура (木村 昌福)  | тяжёлый крейсер                          | тип «Могами»                                       |  |  |
| 10-й дивизион эсминцев                                 |                                                                          |                                                 |                                          |                                                    |  |  |
|                                                        | «Нагара» (яп. 長良) (флагман дивизиона)                                  | капитан 1-го ранга Ёсиоки Тавара (田原 吉興)    | лёгкий крейсер                           | тип «Нагара»                                       |  |  |
| «Макигумо»                                             | капитан 2-го ранга Исаму Фудзита (藤田 勇)                               | эсминец                                         | тип «Югумо»                              |                                                    |  |  |
| «Акигумо»                                              | капитан 2-го ранга Сёхэй Сома (相馬 正平)                                | эсминец                                         | тип «Югумо»                              |                                                    |  |  |
| «Уракадзэ»                                             | капитан 2-го ранга Дзюити Ивагами (岩上 次一)                            | эсминец                                         | тип «Кагэро»                             |                                                    |  |  |
| «Кадзагумо»                                            | капитан 2-го ранга Масаёси Ёсида (吉田 正義)                             | эсминец                                         | тип «Югумо»                              |                                                    |  |  |
| «Югумо»                                                | капитан 2-го ранга Сигэо Сэмба (仙波 繁雄)                               | эсминец                                         | тип «Югумо»                              |                                                    |  |  |
| «Таникадзэ»                                            | капитан 2-го ранга Мотои Кацуми (勝見 基)                                | эсминец                                         | тип «Кагэро»                             |                                                    |  |  |
| «Исокадзэ»                                             | капитан 2-го ранга Сюнъити Тосима (豊島 俊一)                            | эсминец                                         | тип «Кагэро»                             |                                                    |  |  |

| Авиация                        | Авиация                                          | Авиация                  | Авиация              | Авиация         |
| Часть/подразделение            | Командир                                         | Самолёты                 | Всего на 26 окт 1942 | Из них исправны |
| «Сёкаку»                       |                                                  |                          | 68                   | 64              |
| ------------------------------ | ------------------------------------------------ | ------------------------ | -------------------- | --------------- |
| Командир авиагруппы            | майор авиации Мамору Сэки (関 衛)                |                          |                      |                 |
| истребительная эскадрилья      | капитан авиации Хидэки Синго (新郷 英城)         | истребитель A6M2 «Зеро»  | 22                   | 18              |
| бомбардировочная эскадрилья    | майор авиации Мамору Сэки                        | пикировщик D3A2 «Вэл»    | 21                   | 21              |
| торпедоносная эскадрилья       | майор авиации Сигэхару Мурата (村田 重治)        | торпедоносец B5N2 «Кейт» | 24                   | 24              |
| разведывательное подразделение |                                                  | разведчик D4Y1 «Джуди»   | 1                    | 1               |
| «Дзуйкаку»                     |                                                  |                          | 65                   | 62              |
| Командир авиагруппы            | капитан авиации Садаму Такахаси (高橋 定)        |                          |                      |                 |
| истребительная эскадрилья      | капитан авиации Аяо Сиранэ (白根 斐夫)           | истребитель A6M2 «Зеро»  | 21                   | 20              |
| бомбардировочная эскадрилья    | капитан авиации Садаму Такахаси                  | пикировщик D3A2 «Вэл»    | 24                   | 22              |
| торпедоносная эскадрилья       | капитан авиации Сигэитиро Имадзюку (今宿 滋一郎) | торпедоносец B5N2 «Кейт» | 20                   | 20              |
| «Дзуйхо»                       |                                                  |                          | 25                   | 24              |
| Командир авиагруппы            | капитан авиации Масао Сато (佐藤 正夫)           |                          |                      |                 |
| истребительная эскадрилья      | капитан авиации Масао Сато                       | истребитель A6M2 «Зеро»  | 19                   | 18              |
| торпедоносная эскадрилья       | капитан авиации Итиро Танака (田中 一郎)         | торпедоносец B5N2 «Кейт» | 6                    | 6               |
| «Дзюнъё»                       |                                                  |                          | 45                   | 44              |
| Командир авиагруппы            | капитан авиации Ёсио Сига (志賀 淑雄)            |                          |                      |                 |
| истребительная эскадрилья      | капитан авиации Ёсио Сига                        | истребитель A6M2 «Зеро»  | 20                   | 20              |
| бомбардировочная эскадрилья    | капитан авиации Масао Ямагути (山口 正夫)        | пикировщик D3A2 «Вэл»    | 18                   | 17              |
| торпедоносная эскадрилья       | капитан авиации Ёсиаки Ирикиин (入来院 良秋)     | торпедоносец B5N2 «Кейт» | 7                    | 7               |
| ИТОГО                          |                                                  |                          | 203                  | 194             |

### США
Эскадра американского контр-адмирала Кинкейда по состоянию на утро 25 октября включала 23 корабля (2 авианосца, 1 линкор, 3 тяжёлых крейсера, 3 крейсера ПВО и 14 эсминцев) и 177 самолётов (73 истребителя F4F-4, 74 пикировщика SBD-3 и 30 торпедоносцев TBF-1).
| Корабли                                           | Корабли                                                    | Корабли                                                    | Корабли                                                    | Корабли                                                    | Корабли                                           | Корабли                     | Корабли        | Корабли |
| Соединение                                        | Соединение                                                 | Соединение                                                 | Соединение                                                 | Соединение                                                 | Соединение                                        | Командир                    | Класс          | Тип     |
| 61-е оперативное соединение (англ. Task Force 61) | 61-е оперативное соединение (англ. Task Force 61)          | 61-е оперативное соединение (англ. Task Force 61)          | 61-е оперативное соединение (англ. Task Force 61)          | 61-е оперативное соединение (англ. Task Force 61)          | 61-е оперативное соединение (англ. Task Force 61) | Контр-адмирал Томас Кинкейд |                |         |
|                                                   | 16-е оперативное соединение (англ. Task Force 16)          | 16-е оперативное соединение (англ. Task Force 16)          | 16-е оперативное соединение (англ. Task Force 16)          | 16-е оперативное соединение (англ. Task Force 16)          | 16-е оперативное соединение (англ. Task Force 16) | Контр-адмирал Томас Кинкейд |                |         |
| ------------------------------------------------- | ---------------------------------------------------------- | ---------------------------------------------------------- | ---------------------------------------------------------- | ---------------------------------------------------------- | ------------------------------------------------- | --------------------------- | -------------- | ------- |
|                                                   | CV-6 «Энтерпрайз» (флагман Контр-адмирала Томаса Кинкейда) | CV-6 «Энтерпрайз» (флагман Контр-адмирала Томаса Кинкейда) | CV-6 «Энтерпрайз» (флагман Контр-адмирала Томаса Кинкейда) | CV-6 «Энтерпрайз» (флагман Контр-адмирала Томаса Кинкейда) | кэптен Осборн Хардисон                            | авианосец                   | тип «Йорктаун» |         |
| Силы охранения ОС 16                              | Силы охранения ОС 16                                       | Силы охранения ОС 16                                       | Силы охранения ОС 16                                       | контр-адмирал Махлон Тисдэйл                               |                                                   |                             |                |         |
|                                                   | ВВ-57 «Саут Дакота»                                        | ВВ-57 «Саут Дакота»                                        | ВВ-57 «Саут Дакота»                                        | кэптэн Томас Гэтч                                          | линкор                                            | тип «Саут Дакота»           |                |         |
| 4-я дивизия крейсеров                             | 4-я дивизия крейсеров                                      | 4-я дивизия крейсеров                                      | контр-адмирал Махлон Тисдэйл                               |                                                            |                                                   |                             |                |         |
|                                                   | CA-33 «Портленд» (флагман контр-адмирала Махлона Тисдэйла) | CA-33 «Портленд» (флагман контр-адмирала Махлона Тисдэйла) | кэптен Лоренс ДюБоуз (англ. Laurance T. DuBose)            | тяжёлый крейсер                                            | тип «Портленд»                                    |                             |                |         |
| CL-54 «Сан Хуан»                                  | CL-54 «Сан Хуан»                                           | кэптен Джеймс Махер                                        | крейсер ПВО                                                | тип «Атланта»                                              |                                                   |                             |                |         |
| 5-я эскадра эсминцев                              | 5-я эскадра эсминцев                                       | 5-я эскадра эсминцев                                       | кэптен Чарльз Сесил                                        |                                                            |                                                   |                             |                |         |
|                                                   | DD-356 «Портер»                                            | DD-356 «Портер»                                            | лейтенант-коммандер Дэвид Робертс                          | эсминец                                                    | тип «Портер»                                      |                             |                |         |
| DD-364 «Мэхэн»                                    | DD-364 «Мэхэн»                                             | лейтенант-коммандер Роджер Симпсон                         | эсминец                                                    | тип «Мэхэн»                                                |                                                   |                             |                |         |
| 10 дивизия эсминцев                               | 10 дивизия эсминцев                                        | коммандер Томас Стокс                                      | *                                                          |                                                            |                                                   |                             |                |         |
|                                                   | DD-376 «Кашинг»                                            | лейтенант-коммандер Эдвард Паркер                          | эсминец                                                    | тип «Мэхэн»                                                |                                                   |                             |                |         |
| DD-379 «Престон»                                  | лейтенант-коммандер Макс Стормс                            | эсминец                                                    | тип «Мэхэн»                                                |                                                            |                                                   |                             |                |         |
| DD-378 «Смит»                                     | лейтенант-коммандер Хантер Вуд                             | эсминец                                                    | тип «Мэхэн»                                                |                                                            |                                                   |                             |                |         |
| DD-401 «Мори»                                     | лейтенант-коммандер Гельцер Симс                           | эсминец                                                    | тип «Гридли»                                               |                                                            |                                                   |                             |                |         |
| DD-371 «Канингхэм»                                | лейтенант-коммандер Генри Дэниел                           | эсминец                                                    | тип «Мэхэн»                                                |                                                            |                                                   |                             |                |         |
| DD-373 «Шоу»                                      | лейтенант-коммандер Уилбер Джонс                           | эсминец                                                    | тип «Мэхэн»                                                |                                                            |                                                   |                             |                |         |
| 17-е оперативное соединение (англ. Task Force 17) | 17-е оперативное соединение (англ. Task Force 17)          | 17-е оперативное соединение (англ. Task Force 17)          | 17-е оперативное соединение (англ. Task Force 17)          | 17-е оперативное соединение (англ. Task Force 17)          | контр-адмирал Джордж Мюррей                       |                             |                |         |
|                                                   | CV-8 «Хорнет» (флагман контр-адмирала Джорджа Мюррея)      | CV-8 «Хорнет» (флагман контр-адмирала Джорджа Мюррея)      | CV-8 «Хорнет» (флагман контр-адмирала Джорджа Мюррея)      | CV-8 «Хорнет» (флагман контр-адмирала Джорджа Мюррея)      | кэптен Чарльз Мэйсон                              | авианосец                   | тип «Йорктаун» |         |
| Силы охранения ОС 17                              | Силы охранения ОС 17                                       | Силы охранения ОС 17                                       | Силы охранения ОС 17                                       | контр-адмирал Говард Гуд                                   |                                                   |                             |                |         |
|                                                   | 5 дивизия крейсеров                                        | 5 дивизия крейсеров                                        | 5 дивизия крейсеров                                        | контр-адмирал Говард Гуд                                   |                                                   |                             |                |         |
|                                                   | CA-26 «Нортхэмптон» (флагман Говарда Гуда)                 | CA-26 «Нортхэмптон» (флагман Говарда Гуда)                 | кэптен Виллард Китс III                                    | тяжёлый крейсер                                            | тип «Нортхэмптон»                                 |                             |                |         |
| CA-24 «Пенсакола»                                 | CA-24 «Пенсакола»                                          | кэптен Фрэнк Лоу                                           | тяжёлый крейсер                                            | тип «Пенсакола»                                            |                                                   |                             |                |         |
| CL-53 «Сан Диего»                                 | CL-53 «Сан Диего»                                          | кэптен Бенджамин Перри                                     | крейсер ПВО                                                | тип «Атланта»                                              |                                                   |                             |                |         |
| CL-52 «Джуно»                                     | CL-52 «Джуно»                                              | кэптен Лайман Свенсон                                      | крейсер ПВО                                                | тип «Атланта»                                              |                                                   |                             |                |         |
| 2 эскадра эсминцев                                | 2 эскадра эсминцев                                         | 2 эскадра эсминцев                                         | коммандер Арнольд Тру (англ. Cdr Arnold E. True)           |                                                            |                                                   |                             |                |         |
|                                                   | DD-417 «Моррис»                                            | DD-417 «Моррис»                                            | лейтенант-коммандер Рэндольф Бойер                         | эсминец                                                    | тип «Симс»                                        |                             |                |         |
| DD-411 «Андерсон»                                 | DD-411 «Андерсон»                                          | лейтенант-коммандер Ричард Гатри                           | эсминец                                                    | тип «Симс»                                                 |                                                   |                             |                |         |
| DD-410 «Хьюз»                                     | DD-410 «Хьюз»                                              | лейтенант-коммандер Дональд Рэмси                          | эсминец                                                    | тип «Симс»                                                 |                                                   |                             |                |         |
| DD-413 «Мастин»                                   | DD-413 «Мастин»                                            | лейтенант-коммандер Уоллис Петерсон                        | эсминец                                                    | тип «Симс»                                                 |                                                   |                             |                |         |
| DD-414 «Рассел»                                   | DD-414 «Рассел»                                            | лейтенант-коммандер Гленн Хартвиг                          | эсминец                                                    | тип «Симс»                                                 |                                                   |                             |                |         |
| DD-599 «Бартон»                                   | DD-599 «Бартон»                                            | лейтенант-коммандер Дуглас Фокс                            | эсминец                                                    | тип «Бенсон»                                               |                                                   |                             |                |         |

| Авиация                                             | Авиация                            | Авиация                       | Авиация    | Авиация    | Авиация    | Авиация    |
| часть/подразделение                                 | Командир                           | Самолёты                      | 25 октября | 25 октября | 26 октября | 26 октября |
| часть/подразделение                                 | Командир                           | Самолёты                      | всего      | исправны   | всего      | исправны   |
| --------------------------------------------------- | ---------------------------------- | ----------------------------- | ---------- | ---------- | ---------- | ---------- |
| «Энтерпрайз» — 10-я авиагруппа (англ. Air Group 10) | коммандер Ричард Гейнс             | торпедоносец TBF-1 «Эвенждер» | 1          | 1          | 1          | 1          |
| VF-10                                               | лейтенант-коммандер Джеймс Флэтли  | истребитель F4F-4 «Уайлдкет»  | 36         | 33         | 31         | 31         |
| VB-10                                               | лейтенант-коммандер Джеймс Томас   | пикировщик SBD-3 «Доунтлесс»  | 22         | 17         | 18         | 13         |
| VS-10                                               | лейтенант-коммандер Джеймс Ли      | пикировщик SBD-3 «Доунтлесс»  | 22         | 16         | 16         | 10         |
| VT-10                                               | лейтенант-коммандер Джон Коллетт   | торпедоносец TBF-1 «Эвенждер» | 14         | 14         | 9          | 9          |
| «Хорнет» — 8-я авиагруппа (англ. Air Group 8)       | коммандер Уолтер Роди              | торпедоносец TBF-1 «Эвенждер» | 1          | 1          | 1          | 1          |
| VF-72                                               | лейтенант-коммандер Генри Санчес   | истребитель F4F-4 «Уайлдкет»  | 37         | 32         | 37         | 32         |
| VB-8                                                | лейтенант Джеймс Воуз              | пикировщик SBD-3 «Доунтлесс»  | 14         | 10         | 14         | 9          |
| VS-8                                                | лейтенант-коммандер Вильям Видхелм | пикировщик SBD-3 «Доунтлесс»  | 16         | 11         | 16         | 15         |
| VT-6                                                | лейтенант Эдвин Паркер             | торпедоносец TBF-1 «Эвенждер» | 14         | 13         | 14         | 13         |
| VT-10                                               |                                    | торпедоносец TBF-1 «Эвенждер» |            |            | 2          | 2          |
| ИТОГО                                               |                                    |                               | 177        | 148        | 159        | 136        |

## Битва

### 25 октября. Завязка боя
С 20 по 25 октября японские сухопутные войска на острове Гуадалканал попытались захватить аэродром Хендерсон-Филд во время одноимённой Битвы за Хендерсон-Филд. Однако наступление было отбито с тяжёлыми потерями для японцев.
Ошибочно надеясь, что японским войскам удалось захватить Хендерсон-Филд, японские корабли приблизились к Гуадалканалу утром 25 октября, чтобы обеспечить поддержку дальнейшему наступлению армии. Самолёты с Хендерсон-Филда атаковали конвой в течение дня, потопив лёгкий крейсер «Юра» и повредив эсминец «Акидзуки».
После провала наступления японцев на суше и потери «Юра», Императорский флот 25 октября продолжал маневрировать вблизи южных Соломоновых островов в надежде втянуть военно-морские силы союзников в бой. К вечеру этого дня вице-адмирал Кондо подготовил свои самолёты для удара по американским войскам на Гуадалканале. В 100 милях восточнее соединения Кондо курсом на юг шли корабли Нагумо, которые должны были стать защитой в случае атаки вражеских авианосцев. Адмирал Нагумо при Мидуэе получил жестокий урок и стал предельно осторожен. Чтобы исключить внезапное нападение самолётов противника, в 60—80 милях впереди его флагмана «Сёкаку» шли линкоры «Хиэй» и «Кирисима» вместе с 7 эсминцами. Тяжёлый крейсер «Тонэ» и эсминец «Тэрудзуки» прикрывали восточный фланг в 200 милях от «Сёкаку».
25 октября тактические группы «Хорнета» (TF-17) и «Энтерпрайза» (TF-16) под общим командованием контр-адмирала Томаса Кинкейда обследовали район к северу от островов Санта-Крус в поисках японских сил. Американские корабли шли двумя отдельными группами, каждая во главе с авианосцем. Группы находились на расстоянии примерно в 10 морских миль (19 км) друг от друга.
Американский разведчик «Каталина», вылетевший с островов Санта-Крус, обнаружил соединение Нагумо в 11:03. Тем не менее, японские авианосцы находились на расстоянии около 355 морских миль (655 км) от сил США, вне пределов досягаемости палубной авиации. Кинкэйд, в надежде сократить дистанцию и произвести атаку в этот день, полным ходом двинулся навстречу соединению японцев, и в 14:30 с «Энтерпрайза» взлетели на разведку 12 самолётов «Доунтлесс», вооружённых 225-килограммовыми бомбами. Через час «Энтерпрайз» поднял ударную волну из 12 пикирующих бомбардировщиков «Доунтлесс» (на этот раз с 450-килограммовыми бомбами) и 6 торпедоносцев «Эвенджер» в сопровождении 11 истребителей «Уайлдкэт».
Но Нагумо, зная, что он обнаружен, повернул на обратный курс. Японское соединение со скоростью 24 узла шло на север, чтобы остаться вне досягаемости самолётов США.
Ни один из американских самолётов не нашёл японцев, и с наступлением темноты они были вынуждены вернуться на авианосец. Ценой безуспешных поисков стала потеря 7 самолётов: 1 «Уайлдкэт» пропал без вести; у трёх «SBD Доунтлесс» и трёх «TBF Эвенджер» кончилось топливо, и они сели на воду. Экипажи этих самолётов были спасены.

### 26 октября. Первые действия авианосцев. Обмен ударами
В 02:50 26 октября японские корабли развернулись на обратный курс и пошли навстречу американскому соединению. К 05:00 расстояние между противниками сократилось до 200 морских миль (370 км). Обе стороны подняли самолёты для поиска и подготовили остальные самолёты для атаки. До рассвета с кораблей Нагумо для обследования районов южнее и восточнее своих сил взлетели 16 гидросамолётов (с кораблей передового соединения) и 8 бомбардировщиков «Кейт» (с авианосцев).
Несмотря на то, что оборудованная радаром американская летающая лодка PBY5 «Каталина» обнаружила японские авианосцы в 03:10, Кинкейд получил доклад только в 05:12. Поэтому полагая, что японские корабли за 2 часа могли сменить расположение, он решил воздержаться от отправки ударной волны и ждать более свежей информации.
В 05:00, незадолго до получения сообщения от «Каталины», с «Энтерпрайза» взлетели 16 SBD «Доунтлесс» и, разбившись на пары, отправились на поиски японских кораблей. Каждый пикировщик нёс 227-килограммовую бомбу.
Противники обнаружили друг друга практически одновременно. В 06:45 американский самолёт-разведчик доложил об обнаружении авианосного соединения Нагумо. В 06:50 пара SBD увидела японские авианосцы в 200 милях северо-восточнее американских. SBD попытались выйти в атаку, но 8 «Зеро» перехватили их. SBD смогли отбиться и скрылись в тучах.
В 06:58 японский гидросамолёт-разведчик с крейсера «Тонэ» доложил расположение тактической группы «Хорнета». Обе стороны спешно начали подъём ударных волн самолётов. Первая волна японской атаки с «Сёкаку» начала взлетать в 07:10. А сразу же за первой стали готовиться к взлёту самолёты второй волны. Благодаря тактике формирования ударной группы из самолётов с нескольких авианосцев первая волна японцев ушла к цели раньше американцев — в 07:30.

#### Взлёт ударных волн самолётов противников и действия американской палубной авиации
Первая волна японцев состояла из 66 самолётов под командой майора авиации Сигэхару Мураты. В 07:10 с «Сёкаку» начали взлёт четыре A6M «Зеро» под командой капитана авиации Хисаёси Миядзимы, 20 торпедоносцев B5N «Кейт» майора Сигэхару Мураты и один разведывательный D4Y1 «Джуди». В 07:15 с «Дзуйхо» взлетели 9 A6M под командой капитана Хидаки и один B5N в качестве наблюдателя (без бомб). Позже всех, в 07:25 с «Дзуйкаку» взлетели 22 D3A «Вэла» капитана Садаму Такахаси (один из них вскоре вернулся из-за неисправности), 8 A6M капитана Аяо Сиранэ и один B5N в качестве наблюдателя.
Но первый удар нанесли американцы. Примерно в 07:40, во время подготовки к взлёту самолётов второй волны из низких туч внезапно вынырнула разведывательная пара SBD и сбросила две 227-килограммовые бомбы на «Дзуйхо». В это время A6M воздушного патруля отгоняли от корабля другие самолёты. Пилотам эскадрильи VS-10 лейтенанту Стоктону Бирни Стронгу и энсину Чарли Ирвину никто не мешал, условия бомбометания были практически идеальные, и обе бомбы попали в авианосец. Капитан 1 ранга Суэо Обаяси сообщил, что одна из бомб попала в кормовую часть полётной палубы, проделав в ней пробоину и повредив обшивку. «Дзуйхо» больше не мог принимать самолёты, но мог поднимать их. В это время Кондо приказал передовому отряду Абэ идти вперёд, чтобы попытаться перехватить и уничтожить американские корабли. Кондо также развернул свои собственные силы и бросился вперёд на максимальной скорости, чтобы самолёты с «Дзюнъё» могли вступить в бой.
Первая ударная волна самолётов США ушла к цели на 20 минут позже японцев. Полагая, что важнее быстрота, чем массированная атака, вместо формирования одной большой ударной волны самолёты США шли небольшими группами. Первая волна, состоявшая из 15 бомбардировщиков SBD, шести торпедоносцев TBF и восьми истребителей F4F с «Хорнета» направилась к цели около 08:00. Вторая волна, состоявшая из трёх SBD, семи TBF и восьми F4F с «Энтерпрайза» ушла в 08:10. Третья волна, состоявшая из девяти SBD, восьми TBF и семи F4F с «Хорнета» ушла в 08:20.
В 08:40 ударные волны противников прошли в пределах видимости друг от друга. Девять A6M с «Дзуйхо» отделились от строя и напали на группу «Энтерпрайза». Атака шла со стороны солнца и оказалась внезапной для американцев. В результате боя японцы потеряли четыре A6M, а американцы три F4F и два TBF. Ещё два TBF и один F4F были повреждены и вынуждены вернуться на «Энтерпрайз».
В 08:50 первая волна с «Хорнета» обнаружила четыре корабля передового отряда Абэ. Продолжая сближение, они увидели японские авианосцы и приготовились к атаке. Три A6M из состава воздушного патруля с «Дзуйхо» связали боем истребители F4F. Таким образом, пикирующие бомбардировщики первой волны приступили к осуществлению своих атак без прикрытия истребителей. Двадцать A6M из состава воздушного патруля атаковали SBD и сбили четыре из них. Оставшиеся 11 SBD начали свою атаку на «Сёкаку» в 09:27. Пилоты сообщили о четырёх попаданиях (в действительности их было шесть). Бомбы разрушили полётную палубу и вызвали серьёзные пожары в низах. Последний из 11 SBD потерял «Сёкаку» и сбросил свою бомбу рядом с японским эсминцем «Тэрудзуки», причинив ему незначительные повреждения. Шесть TBF первой волны, потеряв свою ударную группу, не смогли найти японские авианосцы. Они легли на обратный курс (к «Хорнету»), по пути сбросив свои торпеды по тяжёлому крейсеру «Тонэ». Крейсер уклонился от всех торпед.
Вторая волна японцев состояла из 45 самолётов. В ожидании атаки американцев Нагумо приказал командиру второй волны майору Мамору Сэки вылетать как можно быстрее. Поэтому взлёт был максимально ускорен. Первый самолёт взлетел с «Сёкаку» в 08:10. А уже в 08:18 была сформирована ударная волна из 20 пикировщиков D3A «Вэл» под командой майора Мамору Сэки (позднее самолёт капитана Тосихиры Ямаситы из-за неисправности был вынужден вернуться) и 5 A6M. Во время атаки на «Дзуйхо» «Дзуйкаку» прервал заправку своих самолётов, поэтому задержался с отправкой своей части атакующей волны. В 07:54 из разведки вернулись четыре B5N, и два из них были подготовлены к атаке. С «Дзуйкаку» взлетели 16 торпедоносцев B5N во главе с капитаном Сигэитиро Имадзюку. Их прикрытие обеспечивали 4 A6M. «Дзуйкаку» начал поднимать свои самолёты в 08:40. И к 09:10 японцы имели в воздухе 110 самолётов, направлявшихся к американским авианосцам.
TBF второй волны с «Энтерпрайза» не удалось найти японские авианосцы, и вместо этого они атаковали японский тяжёлый крейсер «Судзуя», однако не причинили ему никакого ущерба. Примерно в это же время третья ударная волна с «Хорнета» нашла корабли Абэ, и её самолёты атаковали японский тяжёлый крейсер «Тикума». В крейсер попало две 454-килограммовые бомбы, причинив серьёзные повреждения. Три SBD с «Энтерпрайза» также атаковали «Тикума» и нанесли ему ещё бо́льшие повреждения, добившись одного прямого попадания и двух накрытий. Наконец, восемь TBF третьей волны атаковали горящий «Тикума» и добились ещё одного попадания. «Тикума» в сопровождении двух эсминцев вышел из боя и направился к острову Трук на ремонт.

#### Атаки японских самолётов на соединение «Хорнета»
В 08:30 авианосное соединение США получило от своих ударных самолётов известие о том, что в пути им встретились японские самолёты. Группа «Энтерпрайза» была скрыта дождевым шквалом, поэтому атака первой волны японцев была направлена на группу «Хорнета». В 08:52 командир японской ударной волны обнаружил TF-17 и развернул свои самолёты для атаки. В 08:55 американский авианосец обнаружил приближающиеся японские самолёты на своём радаре на расстоянии порядка 35 миль (65 км) и стал наводить на них 37 F4F воздушного прикрытия.
Но события начали развиваться не в пользу ВМФ США. Кинкейд, не имея опыта в управлении авианосными соединениями, решил перенять тактику Флетчера и сосредоточил управление всеми истребителями на авианосце «Энтерпрайз». Офицер, руководивший наведением истребителей, несколько раз давал пилотам F4F неверное направление. Причиной ошибок стала путаница между отметками уходящих собственных ударных самолётов и самолётов противника. Лётчики перестали слушать указания оператора и начали действовать по своему усмотрению. Поэтому, когда поступили данные о положении самолётов противника, большинство F4F не успело набрать необходимой высоты. Дополнительным препятствием стало ограничение скороподъёмности вследствие технических проблем с подвесными топливными баками, которые не захотели отделяться от самолётов. В результате почти все истребители воздушного патруля вступили в бой только тогда, когда японские самолёты были уже над авианосцами.
В 09:09 открыли огонь зенитные орудия «Хорнета» и кораблей охранения. В атаке на авианосец участвовали нетронутые 20 торпедоносцев и уцелевшие 16 пикирующих бомбардировщиков. В 09:12 пикирующий бомбардировщик положил свою 250-килограммовую полубронебойную бомбу в центр полётной палубы «Хорнета» прямо напротив надстройки-острова. Бомба пробила три палубы и взорвалась, погибло 60 человек. Через несколько секунд в полётную палубу попала 242-килограммовая «наземная» бомба; взорвавшись при ударе, бомба проделала 3-метровую пробоину и убила 30 человек. Примерно через минуту третья бомба попала в «Хорнет» недалеко от места падения первой. Она пробила три палубы и взорвалась, причинив серьёзные повреждения, но без людских потерь. В 09:14 в трубу врезался сбитый пикирующий бомбардировщик. Горящий бензин залил сигнальный мостик. Одна из 60-килограммовых бомб упавшего самолёта разрушила сигнальный пост и многих вывела из строя. Взрыв самолёта и другой 60-килограммовой бомбы вызвал большой пожар на полётной и ангарной палубах.
В это же время «Хорнет» подвергся атаке торпедоносцев с двух направлений. Несмотря на тяжёлые потери от зенитного огня, торпедоносцы добились двух попаданий в машинное отделение авианосца между 09:13 и 09:17, лишив его хода и электроэнергии. Один из атаковавших торпедоносцев после сброса торпеды врезался в «Хорнет» в районе спонсона носовой орудийной площадки с правого борта. Его падение вызвало пожар вблизи основной цистерны авиационного топлива. В 09:20 уцелевшие японские самолёты ушли, оставив горящий «Хорнет» без хода. В этом первом нападении на «Хорнет» было уничтожено двадцать пять японских и шесть американских самолётов.
Авианосец получил крен в 10° на правый борт, лишился хода и горел в нескольких местах. С помощью пожарных партий с трёх сопровождавших эсминцев к 10:00 пожары были взяты под контроль. Раненые были эвакуированы, и крейсер «Нортхэмптон» попытался отбуксировать «Хорнет» из района боевых действий. В 11:23 крейсер начал буксировку, но трос толщиной 1,5 дюйма (38 мм) оборвался. 2-дюймовый (51 мм) трос был заведён в 13:30, и «Нортхэмптон» начал буксировку со скоростью порядка 3 узлов. Однако буксировка была прервана новыми атаками японских самолётов.

### 26 октября. Атаки на тактическую группу «Энтерпрайза»
С 09:30 «Энтерпрайз» начал сажать повреждённые истребители из состава воздушного патруля и возвращающиеся самолёты-разведчики с обоих американских авианосцев. Однако посадка прекратилась в 10:00, когда его полётная палуба была заполнена. На подходе была вторая ударная волна японских самолётов, которую в 09:30 обнаружил радар «Саут Дакоты». У самолётов заканчивалось топливо, и они начали садиться на воду. Эсминцы сопровождения приступили к подбору из воды экипажей. Один TBF, повреждённый истребителями с «Дзуйхо», упал в воду рядом с эсминцем «Портер». Примерно в 10:05, когда тот застопорил ход для подъёма из воды экипажа «Эвенджера», его атаковала японская подводная лодка «I-21» капитана Мацумуры. Эсминец сумел уклониться от первой торпеды, но вторая попала в левый борт в районе миделя. От взрыва погибло 15 человек. В этот момент началась воздушная атака на «Энтерпрайз», и Кинкейд отдал приказ затопить «Портер». Эсминец «Шоу» снял с «Портера» экипаж и потопил его артогнём в точке 08°32′ ю. ш. 167°17′ в. д..
При возвращении японских самолётов первой волны на свои авианосцы один из них заметил соединение «Энтерпрайза» и сообщил его координаты. Поскольку японцы считали, что «Хорнет» тонет, вторая волна японской атаки была направлена на группу «Энтерпрайза». ОС-16 повезло больше, чем соединению «Хорнета». Торпедоносцы и бомбардировщики не смогли согласовать свои атаки и произвели их раздельно.
Атака пикирующих бомбардировщиков началась в 10:08, и истребительное прикрытие американцев опять не справилось со своей задачей. Истребители сбили только два из 19 бомбардировщиков до того, как они начали атаку на авианосец. «Энтерпрайз» и корабли охранения открыли интенсивный зенитный огонь. Несмотря на это, бомбардировщики «Вэл» добились трёх попаданий в авианосец. Одна бомба пробила полётную палубу в трёх метрах позади носового подъёмника и заклинила его в верхнем положении. Начавшийся пожар быстро ликвидировали. Вторая бомба пробила палубу в семи метрах от носового среза, прошла сквозь корпус и взорвалась уже в воде. Осколок одной из этих бомб вызвал взрыв на третьей палубе, причинив серьёзные повреждения и людские потери. Ещё одна бомба взорвалась в непосредственной близости от правого борта. От взрыва разошлись швы обшивки, один из стоявших на палубе самолётов упал за борт, а другой — на установку «Эрликонов» на правом спонсоне. В результате взрывов и пожаров на палубе «Энтерпрайз» потерял девять SBD.
Бомбардировщики японцев производили свои атаки с менее опасного пологого пикирования. И японцы, и американцы применяли тактику атаки кораблей на догонном курсе. Но тактика американских пикирующих бомбардировщиков предусматривала после сброса бомб резкий разворот и уход от корабля на встречном курсе. Японские же бомбардировщики продолжали полёт вперёд с последующим резким набором высоты. В этот момент они становились прекрасной мишенью для американских зенитчиков. В итоге из 19 атаковавших самолётов японцы потеряли 12.
В 10:45 начались атаки торпедоносцев с «Дзуйкаку». F4F воздушного патруля атаковали одну из групп торпедоносцев, сбив три из них и повредив четвёртый. Повреждённый горящий самолёт врезался в надстройку эсминца «Смит», при этом снёс орудие № 1 за борт, вызвал пожар и убил 57 членов экипажа. Пожар был потушен оригинальным способом. Командир направил эсминец в кильватерную струю «Саут Дакоты». Потоки воды сбили огонь, и «Смит» вернулся в ордер, продолжив вести огонь по атакующим «Кейтам».
Оставшиеся торпедоносцы атаковали «Энтерпрайз», «Саут Дакоту» и крейсер «Портленд». Атаки шли с двух направлений. Самолёты сбросили девять торпед с дистанции от 1000 до 2000 метров. С «Энтерпрайза» увидели пять торпед по правому и четыре по левому борту. Авианосец и «Саут Дакота» уклонились от всех. В «Портленд» попало три торпеды, но ни одна из них не взорвалась. Торпедоносцы закончили свою атаку в 10:53, потеряв девять из 16 самолётов. После локализации большинства пожаров, в 11:15 «Энтерпрайз» попытался возобновить посадку возвращавшихся ударных самолётов. Однако не успели сесть несколько самолётов, как посадка была прервана из-за атаки следующей волны японских самолётов.
Это были 17 D3A «Вэл» и 12 «Зеро» третьей волны. Они взлетали с «Дзюнъё» с 09:05 до 09:14. В это время авианосец находился в 280 морских милях (520 км) от авианосцев США. Пока главные силы Кондо и передового отряда Абэ маневрировали, выстраивая единый ордер, «Дзюнъё» готовил свои самолёты для последующих ударов.
Атаки самолётов третьей волны начались в 11:21. Поскольку боекомплект у находившихся в воздухе истребителей был на исходе, Кинкейд решил не искушать судьбу и укрыть свои корабли в ближайшем дождевом заряде. Этот манёвр ему удался — бомбардировщики атаковали разрозненными группами. Первое звено D3A атаковало «Энтерпрайз», добившись одного накрытия. Через десять минут ещё одна группа бомбардировщиков вывалилась из облаков на «Саут Дакоту» со стороны носа и сбросила четыре бомбы. Одна из бомб попала в 406-миллиметровую башню № 1, не причинив ей вреда. Но осколки бомбы ранили множество моряков из зенитных расчётов и находившихся на мостике, включая командира корабля. На «Сан Хуан» было сброшено шесть бомб. Пять из них не попали в корабль, но шестая прошла вскользь по правому борту и взорвалась в воде, тяжело повредив кормовую часть крейсера. Руль заклинило, и десять минут крейсер не управлялся. Из 17 самолётов D3A группа потеряла одиннадцать. В 11:35 Кинкейд решил выйти из боя, так как «Энтерпрайз» был повреждён, а «Хорнет» выведен из строя. А противник располагал одним или двумя неповреждёнными авианосцами. Он приказал кораблям группы «Хорнета» следовать за ним, как только это станет возможно.
В воздухе находилось множество американских самолётов, ожидавших своей очереди на посадку. Чтобы освободить палубу, стоявшие там 13 SBD взлетели и ушли на Новые Гебриды. С 11:39 по 13:22 «Энтерпрайз» принимал свои самолёты и «осиротевшие» с «Хорнета». Сесть успели не все. Семь TBF, израсходовав горючее, сели на воду. Всего на авианосец вернулись 57 из 73 вылетевших утром самолётов. Остальные самолёты были сбиты или сели в море, израсходовав горючее. Спасением их экипажей занялись корабли сопровождения.

### Гибель «Хорнета»
Нагумо на горящем «Сёкаку» в сопровождении повреждённого «Дзуйхо» и эсминцев вышел из боя, оставив командование на командующего 1-й дивизией авианосцев контр-адмирала Какудзи Какуту. Какута был полон решимости завершить начатое, справедливо полагая, что ему предоставился шанс отомстить за Мидуэй и потопить два американских авианосца. Помешать ему могла только нехватка боеготовых самолётов.
Начальник авиационного отдела штаба 2-й дивизии авианосцев Масатакэ Окумия, находившийся во время боя на «Дзюнъё», так описывает возвращение самолётов первых ударных волн:
Вскоре начали возвращаться самолёты «Дзюнъё». Наблюдатели заметили, как они летят к авианосцу. Только 6 «Зеро» сохранили строй. Остальные летели со всех направлений. Мы с тревогой вглядывались в небо. Возвращалось слишком мало самолётов, по сравнению с тем, сколько их улетело несколько часов назад. Мы сумели насчитать только 5 или 6 пикировщиков. Самолёты снижались и садились на палубу. Все бомбардировщики и истребители имели пробоины. Некоторые самолёты превратились в настоящее решето. Когда усталые пилоты с трудом выбирались из кабин, они рассказывали о неслыханном сопротивлении, о небе, полном разрывов и трасс.
«Дзюнъё» принял также часть самолётов 1-й дивизии — самолёты с «Сёкаку» и заблудившиеся истребители с «Дзуйкаку». Потери были тяжёлыми. Пикирующие бомбардировщики «Дзюнъё» потеряли всех своих капитанов — капитанов Масао Ямагути и Наохико Миуру. Когда по приказу Какуты в воздух смогли подняться 9 истребителей и 6 бомбардировщиков, бомбардировщики возглавил молодой лейтенант Сюнко Като.
В 13:00 основные силы Кондо и передовой отряд Абэ объединились и полным ходом направились к последней известной позиции американских авианосцев в надежде перехватить и добить их. В 13:06 «Дзюнъё» поднял в воздух свою вторую волну из 9 самолётов «Зеро» и 6 «Вэл», а «Дзуйкаку» — свою третью волну в составе семи самолётов «Кейт», двух «Вэл» и пяти «Зеро». В 15:35 «Дзюнъё» поднял свою третью ударную волну — четыре пикировщика и шесть истребителей.
Японские самолёты смогли найти только «Хорнет» и сосредоточили свои атаки на нём. После ряда безуспешных попыток в 14:45 «Нортхэмптон» наконец начал медленно буксировать авианосец. Кроме того, экипажу «Хорнета» удалось частично погасить пожары и почти восстановить электроснабжение. Но в 15:20 японские самолёты атаковали корабли, лишённые поддержки с воздуха. «Нортхэмптон» отдал буксировочный конец и сосредоточился на собственной защите. Японские самолёты атаковали беззащитный «Хорнет». В 15:23 ещё одна торпеда поразила авианосец, окончательно уничтожив его систему энергоснабжения, привела к затоплению ряда отсеков и увеличению крена до 14°. Ещё одна бомба попала в кормовой срез. В отсутствие напряжения на водоотливных помпах аварийные партии «Хорнета» не могли эффективно продолжать борьбу за живучесть, и был отдан приказ покинуть корабль. Последний член команды покинул «Хорнет» в 16:27. Последняя волна с «Дзюнъё» нашла «Хорнет» и в 17:20 добилась попадания ещё одной бомбы.
Кинкейд приказал добить «Хорнет», чтобы он не достался японцам. Сначала эсминец USS Mustin выпустил по нему все свои 8 торпед, из которых в цель попали только 3. Но «Хорнет» не желал умирать, и торпедный залп пришлось сделать и эсминцу USS Anderson. Из 8 торпед в цель попали 6, но «Хорнет» оставался на плаву. Эсминцы открыли артиллерийский огонь. В 20:46, израсходовав 430 127-миллиметровых снарядов, командиры эсминцев решили, что дело сделано, и ушли, опасаясь подхода японских кораблей. Остов «Хорнета» был обнаружен японскими эсминцами «Акигумо» и «Макигумо». Они и добили его своими торпедами в 01:35 27 октября. Авианосец затонул в точке 08°38′ ю. ш. 166°43′ в. д., унеся с собой на дно тела 111 членов экипажа.
Ночью 27 октября летающие лодки «Каталина» атаковали торпедами соединение уходящего «Сёкаку». Авианосец избежал попаданий, но одной из торпед был повреждён эсминец «Тэрудзуки». Ночью механики на японских авианосцах смогли подготовить 44 истребителя, 18 пикировщиков и 22 торпедоносца. Но поиски американских кораблей 27 октября ничего не дали. На японских кораблях ощущалась нехватка топлива (особенно на эсминцах), поэтому Ямамото отдал приказ возвращаться. После дозаправки в районе северных Соломоновых островов, корабли вернулись в свою основную базу на острове Трук 30 октября.
При отходе кораблей США из района боевых действий в направлении Эспириту-Санту и Новой Каледонии линкор «Южная Дакота» столкнулся с эсминцем «Мэхэн», сильно повредив его.

## Итоги
Потеря «Хорнета» стала тяжёлым ударом для союзных сил в южной части Тихого океана. У союзников на тихоокеанском театре остался лишь один действующий авианосец. «Энтерпрайз» прошёл временный ремонт на Новой Каледонии и уже через две недели вернулся в район южнее Соломоновых островов. С неработающим носовым подъёмником авианосец прибыл для поддержки сил союзников во время морского сражения за Гуадалканал.
Хотя тактическую победу одержали японцы, победа эта была пирровой. Потери оказались очень велики. Оба повреждённых авианосца «Сёкаку» и «Дзуйхо» были вынуждены вернуться в Японию на капитальный ремонт. После ремонта «Дзуйхо» вернулся на Трук в конце января 1943 года. «Сёкаку» находился в ремонте до марта 1943 года и вернулся на фронт только в июле 1943 года, соединившись с «Дзуйкаку» на островах Трук.
Но наиболее существенные потери японский флот понёс в лётных экипажах. США потеряли в бою 26 членов экипажей самолётов. Японцы потеряли 148 человек, включая двух командиров групп пикирующих бомбардировщиков, трёх командиров торпедных эскадрилий и 18 других опытных офицеров. Из участвовавших в сражении было потеряно 49 % экипажей торпедоносцев, 39 % экипажей пикирующих бомбардировщиков и 20 % лётчиков-истребителей. Японцы в битве при Санта-Крус потеряли авиаторов больше, чем в каждом из трёх предыдущих боёв авианосцев: в Коралловом море (90), за Мидуэй (110) и у восточных Соломоновых островов (61). Суммарные потери японцев в четырёх авианосных сражениях 1942 года составили 409 опытных авиаторов. Японские потери в лётном составе были столь велики, что неповреждённые «Дзуйкаку» и «Хиё» пришлось отправить в Японию для пополнения экипажей их авиационных групп. Адмирал Нагумо, вскоре после битвы освобождённый от командования третьим флотом, заявил: «Это сражение было тактической победой, но сокрушительным стратегическим поражением для Японии. Учитывая превосходство промышленного потенциала нашего врага, мы должны были выигрывать каждую битву с большим преимуществом. Эта последняя победа, к сожалению, не была одержана с подавляющим превосходством».
Несмотря на отсутствие у США авианосцев, Япония не смогла воспользоваться стратегической возможностью для того, чтобы в одной решающей битве уничтожить военно-морские силы союзников. Причиной этому стали огромные потери в опытных лётных экипажах и отсутствие возможности быстро их восполнить в силу ограниченной пропускной способности программ обучения экипажей. А чуть позднее промышленная мощь США сделала эту цель недостижимой. Хотя японские авианосцы вернулись на Трук к лету 1943 года, это уже никак не повлияло на дальнейшее наступление союзников и освобождение Соломоновых островов. На вооружение ВМС США начали поступать новые авианосцы типа «Индепенденс» и «Эссекс». Историк Эрик Хаммель так подвёл итог битвы у островов Санта-Крус: «В бою у Санта-Крус победила Япония. Но эта победа лишила Японию последних надежд на победу в войне.».

## Хронология боя
| Хронология       | Хронология | Хронология |
| Время            | Атаки на японские корабли | Атаки на американские корабли |
| ---------------- | --- | --- |
| 03:10            | PBY5 «Каталина» обнаружила японские авианосцы. Кинкейд получил этот доклад только в 05:12. | |
| 04:45            | | с японских кораблей на разведку улетели 7 гидросамолётов с «Тоне» и «Тикума» и 13 B5N с авианосцев. |
| 05:00            | с «Энтерпрайза» взлетели на поиски японских кораблей восемь пар SBD «Доунтлесс» (всего 16 самолётов) | |
| 05:25            | Восход солнца. | Восход солнца. |
| 06:45            | американский самолёт-разведчик доложил об обнаружении авианосного соединения Нагумо. Американцы начали запуск первой атакующей волны. | |
| 06:58            | | японский гидросамолёт-разведчик с крейсера «Тонэ» обнаружил оперативную группы «Хорнета». |
| 07:10 — 07:30    | | Сформирована и ушла в сторону американских авианосцев первая ударная волна японских самолётов в составе 22 пикировщиков D3A «Вэл», 20 торпедоносцев B5N «Кейт», 21 истребителя A6M «Зеро» и трёх самолётов-наблюдателей. |
| 07:40            | Американская разведывательная пара SBD добилась двух попаданий 227-килограммовых бомб в авианосец «Дзуйхо». | |
| 07:40            | | Передовой отряд Абэ увеличил ход до 28 узлов чтобы, согласно приказу Кондо, попытаться перехватить и уничтожить американские корабли.                                                                                    |
| 08:00            | К цели ушла первая атакующая волна с «Хорнета». Она состояла из 15 бомбардировщиков SBD, 6 торпедоносцев TBF и 8 истребителей F4F. | |
| 08:10            | Вторая волна, состоявшая из 3 SBD, 7 TBF и 8 F4F ушла с «Энтерпрайза». | |
| 08:10 — 08:18    | | С «Сёкаку» взлетела вторая ударная волна в составе 20 пикировщиков D3A «Вэл» и 5 A6M. |
| 08:20            | Ушла в бой третья волна с «Хорнета». Она состояла из 9 SBD, 8 TBF и 7 F4F. | |
| 08:40 — 09:10    | | С «Дзуйкаку» взлетели самолёты второй волны — 16 торпедоносцев B5N и 4 A6M. |
| 08:40            | | Ударные волны противников прошли в пределах видимости друг от друга. Девять A6M с «Дзуйхо» отделились от строя и напали на группу «Энтерпрайза».                                                                         |
| 08:50            | Три A6M из состава воздушного патруля над кораблями передового отряда Абэ связали боем истребители F4F, сопровождавшие первую волну с «Хорнета». Бомбардировщики первой волны приступили к осуществлению своих атак без прикрытия истребителей. | |
| 09:05 — 09:14    | | С «Дзюнъё» взлетают самолёты третьей ударной волны. Это были 17 D3A «Вэл» и 12 «Зеро». |
| 09:09            | | На «Хорнет» началась скоординированная атака 20 торпедоносцев и 16 пикирующих бомбардировщиков. |
| 09:12            | | Пикирующий бомбардировщик положил свою 250-килограммовую полубронебойную бомбу в центр полётной палубы «Хорнета». Через несколько секунд в полётную палубу попала 242-килограммовая «наземная» бомба.                    |
| 09:13            | | Третья бомба попала в «Хорнет» недалеко от места падения первой. В район машинного отделения «Хорнета» попадает первая торпеда.                                                                                          |
| 09:14            | | В трубу «Хорнета» врезался сбитый пикирующий бомбардировщик. |
| 09:17            | | В район машинного отделения «Хорнета» попадает вторая торпеда. Авианосец лишается хода и электроэнергии. Один из атаковавших торпедоносцев врезается в «Хорнет».                                                         |
| 09:20            | | уцелевшие японские самолёты ушли, потеряв 25 машин. |
| 09:27            | A6M из состава воздушного патруля атаковали SBD первой волны американцев и сбили четыре из них. Оставшиеся 11 SBD начали свою атаку на «Сёкаку» и добились шести попаданий. Авианосец вышел из строя и больше не принимал участия в битве.      | |
| 09:40            | Самолёты второй (с «Энтерпрайза») и третьей ударной волны (с «Хорнета») не нашли японские авианосцы и атаковали соединение Абэ. В японский тяжёлый крейсер «Тикума» попали четыре бомбы.                                                        | |
| 10:05            | | В эсминец «Портер» попадает торпеда. Он добит по приказу Кинкейда артогнём эсминца «Шоу». |
| 10:08            | | Началась атака пикирующих бомбардировщиков. «Вэлы» добились трёх попаданий в «Энтерпрайз». |
| 10:45-10:53      | | Торпедоносцы атаковали «Энтерпрайз», «Саут Дакоту» и крейсер «Портленд» не добившись ни одного попадания. Они закончили свою атаку, потеряв девять из 16 самолётов.                                                      |
| 11:21            | | Начались атаки самолётов третьей волны. Потеряв 11 самолётов из 17, D3A добились попадания одной бомбы в «Саут Дакоту» и одного близкого разрыва у борта крейсера «Сан Хуан».                                            |
| 11:39 — 13:22    | | С 11:39 по 13:22 «Энтерпрайз» принимал свои самолёты и «осиротевшие» с «Хорнета». |
| 13:30-14:45      | | Буксировочный трос был заведён на «Хорнет» и «Нортхэмптон» начал буксировку со скоростью порядка 3 узлов. |
| 15:20 — 15:23    | | Японские самолёты добились попадания одной бомбы и одной торпеды. Кинкейд отдал приказ покинуть «Хорнет». |
| 16:27            | | Последний член команды покинул «Хорнет». |
| 17:20            | | Последняя волна с «Дзюнъё» нашла «Хорнет» и добилась попадания ещё одной бомбы. |
| 18:03            | | Кинкейд приказал добить «Хорнет», чтобы он не достался японцам. Эсминец «Мастин» выпустил по нему все свои 8 торпед, из которых в цель попали только 3.                                                                  |
| 18:40            | | По «Хорнету» делает торпедный залп эсминец «Андерсон». Из 8 торпед в цель попали 6, но «Хорнет» остался на плаву. Эсминцы открыли артиллерийский огонь.                                                                  |
| 20:46            | | Израсходовав 430 127-миллиметровых снарядов, эсминцы ушли, опасаясь подхода японских кораблей. |
| 01:35 27 октября | | «Хорнет» был добит торпедами японских эсминцев «Акигумо» и «Макигумо». |

## Миф о линкоре «Саут Дакота»
В официальной истории линкора «Саут Дакота» записано, что во время боя у островов Санта-Крус огнём его зенитной артиллерии было сбито 26 самолётов. Историки в своих исследованиях дают несколько другие цифры. Так Джон Лундстрём в своей книге приводит следующие данные по сбитым японским самолётам:
|                                           | сбито огнём ЗА | сбито огнём ЗА | сбито огнём ЗА | сбито огнём ЗА | сбито истребителями | сбито истребителями | сбито истребителями | сбито истребителями | сбито всего |
| истребителей                              | пикировщиков   | торпедоносцев  | итого          | истребителей   | пикировщиков        | торпедоносцев       | итого               |                     | сбито всего |
| ----------------------------------------- | -------------- | -------------- | -------------- | -------------- | ------------------- | ------------------- | ------------------- | ------------------- | ----------- |
| во время атак на соединение «Хорнета»     | 0              | 4              | 8              | 12             | 3                   | 7                   | 3                   | 13                  | 25          |
| во время атак на соединение «Энтерпрайза» | 0              | 10             | 3              | 13             | 0                   | 9                   | 7                   | 16                  | 29          |

В соединение «Энтерпрайза» кроме авианосца и «Саут Дакоты» входили 2 крейсера и 8 эсминцев. И согласно данным Лундстрёма огнём зенитной артиллерии всего соединения было сбито только 13 самолётов.

## Использованная литература и источники
1. ↑  Hough, Frank O.; Ludwig, Verle E., and Shaw, Henry I., Jr.: . Pearl Harbor to Guadalcanal. History of U.S. Marine Corps Operations in World War II 235—236. Архивировано 20 августа 2011 года.
2. ↑  E. Hammel. Carrier Clash. — 2004. — P. 106.
3. ↑  Frank R.B. Guadalcanal. — 1990. — P. 335.
4. ↑  E. Hammel. Carrier Strike. — 2005. — P. 10—12.
5. ↑  Frank R.B. Guadalcanal. — 1990. — P. 204—205.
6. 1 2 3 4 5 6 7 8 9 10 11 12  Морозов М. Э.; Грановский Е. А.: . [militera.lib.ru/h/morozov_granovsky/index.html "Гуадалканал!"]. Архивировано 29 августа 2011 года.
7. 1 2 3 4  D. Evans. The Struggle for Guadalcanal // The Japanese Navy in WWII. — 1997. — P. 156—211.
8. ↑  E. Hammel. Carrier Strike. — 2005. — P. 24—41.
9. ↑  С. Морисон. Борьба за Гуадалканал. — 2002. — С. 261.
10. ↑  E. Hammel. Carrier Strike. — 2005. — P. 150.
11. 1 2 3 4 5 6 7 8 9 10  [militera.lib.ru/h/zero/21.html Бой у островов Санта-Крус] [militera.lib.ru/h/zero/21.html Источник]. Дата обращения: 9 сентября 2009. Архивировано 19 мая 2011 года. — Хорикоси Д., Окумия М., Кайдин М. «Зеро!» (Японская авиация во Второй мировой войне) — М.: ACT, 2001
12. 1 2 3 4  Состав сил противников в битве у островов Санта-Крус 25-27 октября 1942 года (англ.). www.navweaps.com. Архивировано 20 августа 2011 года.
13. 1 2 3 4 5 6 7 8 9  Список капитанов крейсеров японского императорского ВМФ во Второй мировой войне (англ.). niehorster.orbat.com. Архивировано из оригинала 20 августа 2011 года.
14. 1 2 3 4 5 6 7 8 9 10 11 12 13 14 15 16 17 18 19 20 21 22 23 24 25  Список капитанов эсминцев японского императорского ВМФ во Второй мировой войне (англ.). niehorster.orbat.com. Архивировано из оригинала 20 августа 2011 года.
15. 1 2 3 4  Список капитанов авианосцев японского императорского ВМФ во Второй мировой войне (англ.). niehorster.orbat.com. Архивировано из оригинала 20 августа 2011 года.
16. 1 2 3 4  Список капитанов линкоров японского императорского ВМФ во Второй мировой войне (англ.). niehorster.orbat.com. Архивировано из оригинала 20 августа 2011 года.
17. ↑  J. B. Lundstrom. First Team and the Guadalcanal Campaign. — 2005. — P. 354.
18. ↑  E. Hammel. Carrier Strike. — 2005. — P. 95—96.
19. ↑  E. Hammel. Carrier Strike. — 2005. — P. 103—106.
20. 1 2 3 4 5 6 7 8  Норман Полмар. Авианосцы = Polmar, N. Aircraft Carriers: A Graphic History of Carrier Aviation and Its Influence on World Events. — Garden City, NY: Doubleday, 1969. / Перевод с английского А.Г. Больных. — М.: АСТ, 2001. — Т. 1. — 698 с. — ISBN 5-17-010481-2.
21. ↑  E. Hammel. Carrier Strike. — 2005. — P. 186.
22. ↑  Frank R.B. Guadalcanal. — 1990. — P. 381.
23. 1 2  E. Hammel. Carrier Strike. — 2005. — P. 187.
24. 1 2  Frank R.B. Guadalcanal. — 1990. — P. 382.
25. 1 2 3 4 5  J. B. Lundstrom. First Team and the Guadalcanal Campaign. — 2005. — P. 361.
26. 1 2  J. B. Lundstrom. First Team and the Guadalcanal Campaign. — 2005. — P. 362.
27. 1 2  E. Hammel. Carrier Strike. — 2005. — P. 198—199.
28. 1 2  Frank R.B. Guadalcanal. — 1990. — P. 384—385.
29. 1 2  E. Hammel. Carrier Strike. — 2005. — P. 213—223.
30. ↑  Frank R.B. Guadalcanal. — 1990. — P. 387—388.
31. ↑  Frank R.B. Guadalcanal. — 1990. — P. 383.
32. ↑  T. Hara. Japanese Destroyer Captain. — P. 132.
33. ↑  E. Hammel. Carrier Strike. — 2005. — P. 235.
34. 1 2  E. Hammel. Carrier Strike. — 2005. — P. 249—251.
35. ↑  E. Hammel. Carrier Strike. — 2005. — P. 269—271.
36. 1 2  Frank R.B. Guadalcanal. — 1990. — P. 386.
37. 1 2  E. Hammel. Carrier Strike. — 2005. — P. 284.
38. 1 2  С. Морисон. Борьба за Гуадалканал. — 2002. — С. 285.
39. ↑  E. Hammel. Carrier Strike. — 2005. — P. 271—280.
40. ↑  Frank R.B. Guadalcanal. — 1990. — P. 388—389.
41. ↑  E. Hammel. Carrier Strike. — 2005. — P. 299.
42. ↑  E. Hammel. Carrier Strike. — 2005. — P. 283.
43. 1 2 3 4 5 6  Frank R.B. Guadalcanal. — 1990. — P. 390—391.
44. ↑  E. Hammel. Carrier Strike. — 2005. — P. 335—337.
45. 1 2  E. Hammel. Carrier Strike. — 2005. — P. 330—331.
46. 1 2  Frank R.B. Guadalcanal. — 1990. — P. 391.
47. ↑  E. Hammel. Carrier Strike. — 2005. — P. 331.
48. ↑  Frank R.B. Guadalcanal. — 1990. — P. 395.
49. 1 2  J. B. Lundstrom. First Team and the Guadalcanal Campaign. — 2005. — P. 444.
50. ↑  E. Hammel. Carrier Strike. — 2005. — P. 345—352.
51. ↑  E. Hammel. Carrier Strike. — 2005. — P. 357—358.
52. ↑  Frank R.B. Guadalcanal. — 1990. — P. 395—396.
53. 1 2  E. Hammel. Carrier Strike. — 2005. — P. 359—376.
54. ↑  Frank R.B. Guadalcanal. — 1990. — P. 399.
55. 1 2  E. Hammel. Carrier Strike. — 2005. — P. 384.
56. ↑  Tully Parshall. Imperial Japanese Navy Page Zuiho (англ.). Combinedfleet.com. Архивировано 20 августа 2011 года.
57. ↑  Tully Parshall. Imperial Japanese Navy Page Shokaku (англ.). Combinedfleet.com. Архивировано 20 августа 2011 года.
58. 1 2  J. B. Lundstrom. First Team and the Guadalcanal Campaign. — 2005. — P. 456.
59. ↑  Frank R.B. Guadalcanal. — 1990. — P. 400—401.
60. ↑  E. Hammel. Carrier Clash. — 2004. — P. 381.
61. ↑  M. Peattie. Sunburst. — 2007. — P. 180 и 339.
62. ↑  T. Hara. Japanese Destroyer Captain. — P. 135.
63. ↑  J. B. Lundstrom. First Team and the Guadalcanal Campaign. — 2005. — P. 357.
64. ↑  Enemy Attacks on the Hornet Group (англ.). Combat narratives. Solomon Islands campaign 55. Office of Naval Intelligence. Дата обращения: 4 ноября 2009. Архивировано 20 августа 2011 года.
65. ↑  Dictionary of American Naval Fighting Ships. (англ.). Department of the Navy.. — история линкора «Саут Дакота». Архивировано 20 августа 2011 года.